# Agrilus ratus
Agrilus ratus es una especie de insecto del género Agrilus, familia Buprestidae, orden Coleoptera.
Fue descrita científicamente por Waterhouse, 1889.

## Descripción
Se caracteriza por su cabeza ancha y ojos prominentes. La parte superior de la cabeza es biconvexa y la cara está surcada longitudinalmente.

## Distribución geográfica
Se encuentra en Guatemala, específicamente en Sabo, Vera Paz.